# 참치 (제도)
참치(站赤)는 원나라의 역전 제도이다. 참치(站赤)란 몽골어로 노(路)를 관장하는 자(者), 즉 역전(驛傳)의 뜻이었고, 참(站)은 역(驛)을 의미했다. 

## 역사
요(遼)에서는 전연의 맹약(盟約)을 계기로 송(宋)과의 무역이 성행함에 따라서 교통로가 발달하였다. 그 중에서도 베이징(北京：燕京)·중경대정부(中京大定府), 상경임황부(上京臨潢府)를 중심으로 설치된 역전로(驛傳路)는 특히 활발하였는데, 역사(驛舍)에는 부근의 민가에서 공출된 우마(牛馬)가 있어 이를 여객(旅客)의 사용에 충당했다. 원(元) 시대에는 막북(漠北)시대부터 참치(站赤)가 있어, 이는 벌써 태종(太宗) 때부터 정비되고 있었는데, 원의 중국 통일 후에는 전지역에 걸쳐서 완비되었다. 마필을 공출하는 참호(站戶)의 부담이 과중하여 참호가 파산하자 원조(元朝)의 필사적인 대책에도 불구하고 차차 쇠퇴하였다.

## 내용
참(站)에는 여객을 위한 마참(馬站)·수참(水站)과 화물을 체송하기 위한 차참(車站)·강참(江站) 등이 있었는데, 참호제도(站戶制度)를 두어, 부근에 있는 중급 이상의 민(民) 100호(戶)를 참호(站戶)로 삼고 참에 필요한 물자와 마필(馬匹)을 부담·공출하게 하였으며, 그 중의 한 사람을 백호(百戶)의 직(職)에 임명하여 책임자로 삼았다. 참(站)을 이용할 경우에는 황제가 발급한 포마성지(鋪馬聖旨)「중서성 등에서 발급하는 것은 포마차자(鋪馬箚子)]라는 일종의 허가서가 필요했는데, 여기에는 참(站)에서 제공할 마필·식품이 기록되어 있어서, 어느 참(站)에서도 권리를 행사할 수 있었다. 포(鋪)는 대체로 참치(站赤)와 같은 노(路)에 설치되었고, 그 간격은 참(站)보다 단거리였고 5명의 포정(鋪丁)이 상주(常住)하였다. 우송(郵送)할 때는 포정(鋪丁)이 호리에 방울을 차고, 녹유황자서호(綠油黃字書號)의 패(牌)를 갖고 야간에는 횃불을 들고 달렸다.

## 같이 보기
- 잉카 도로 체계
- 조랑말 속달 우편
- 페르시아 왕도
- 역참

## 참고 문헌
- 이 문서에는 다음커뮤니케이션(현 카카오)에서 GFDL 또는 CC-SA 라이선스로 배포한 글로벌 세계대백과사전의 내용을 기초로 작성된 글이 포함되어 있습니다.